# Глуховской, Герман Петрович
Герман Петрович Глуховской (1 января 1931, Сталинград, Нижне-Волжский край — 30 октября 2005, Волжский, Волгоградская область) — советский футболист, полузащитник. Тренер, судья, функционер.

## Биография
Воспитанник юношеской команды «Химик» Сталинград. В соревнованиях КФК играл за «Химик» (1949—1951), в Урюпинске (1952), ОДО Воронеж (1953—1954). В классе «Б» выступал за команды «Крылья Советов» Воронеж (1955), «Торпедо» Сталинград (1956—1957), «Энергия» Волжский(1958—1959).
Старший тренер команд «Энергия» Волжский (1962—1964), «Велозаводец» Пенза (1965—1966). Тренер сборной команды СССР по Волгоградской области.
Судья республиканской (1976) и всесоюзной (28.04.1980) категорий, работал в 1968—1981 годах. 14 сентября 1974 года в качестве главного судьи провёл свой единственный матч высшей лиги — «Динамо» Киев — «Черноморец» 2:0.
Работал в волгоградском «Роторе» начальником команды (1984—1986), администратором (1987—1994), ответственным за подготовку резерва в спортивном интернате.
В 1995 году — вице-президент «Торпедо» Волжский.
Обладатель почётного звания «Заслуженный работник физической культуры РСФСР».
Скончался 30 октября 2005 года.